# Penfluridol
Penfluridol (Semap) is een zeer krachtig antipsychoticum van de eerste generatie (typische antipsychotica). Chemisch gezien is het een difenylbutylpiperidine-derivaat.
Deze stof werd in 1968 uitgevonden door Paul Janssen, stichter van Janssen Pharmaceutica. Bijzonder aan penfluridol is dat het een erg lange halveringstijd heeft en daardoor lang werkzaam is in de patiënt. Het medicijn is verkrijgbaar in tabletvorm waarbij één tablet een week lang werkzaam is en wordt dus bij voorkeur gegeven aan patiënten die zorg mijden of bijvoorbeeld geen injecties kunnen of willen krijgen.
Enkele jaren geleden stopte de firma Janssen met de productie van penfluridol, maar door protest (vooral uit Nederland) werd de productie overgedragen aan het Franse Alkopharma/Laboratoires Genopharm, waardoor de continuïteit ervan verzekerd leek. Arch Mei 2012 ontstonden er in Europa opnieuw grote zorgen over het niet beschikbaar zijn van dit essentiële geneesmiddel. Sinds augustus 2012 wordt het onder de merknaam ACEMAP geproduceerd door ACE Pharmaceuticals. Dit wordt sinds september 2012 ook vergoed door de zorgverzekering.
Bij toeval werd ontdekt dat de stof effectief als blaasspoeling kan zijn, bij mensen met blaaskanker.